# Wotenick
Wotenick ist eine ehemals selbständige Gemeinde im Landkreis Mecklenburgische Seenplatte mit (2014) etwas über 200 Einwohnern. Sie wurde am 1. Juni 2004 in die damalige Kreisstadt Demmin eingemeindet.
Wotenick wurde erstmals am 9. September 1171 urkundlich erwähnt, als Heinrich der Löwe Wotencha und vier weitere Dörfer bei der Einweihung des Schweriner Doms dem Bistum Schwerin verlieh. Bis 1211 bestätigten weitere Urkunden den Besitz des Schweriner Bistums. Im 13. Jahrhundert wechselte das Dorf in den Besitz des Bistums Cammin. Herzog Barnim I. tauschte 1277 Wotenick und Seedorf gegen zwei Dörfer bei Germin (Jarmen) ein.
Am 1. Juli 1950 wurde die bis dahin eigenständige Gemeinde Seedorf eingegliedert.
Überregional bekannt wurde Wotenick durch den gleichnamigen Dokumentarfilm von Axel Kalhorn aus dem Jahre 1999. Dieser behandelt am Beispiel des Ortes die Problematik der Massenarbeitslosigkeit von Jugendlichen in Mecklenburg-Vorpommern. Der Film wurde unter anderem auf der Berlinale 2000 aufgeführt und für den Förderpreis im Bereich Dokumentarfilm nominiert.
Im Dorf befindet sich ein landwirtschaftliches Gut mit Pferdezucht im Besitz der Familie des bekannten Springreiters Ludger Beerbaum.
Zu den Sehenswürdigkeiten zählt die gotische Kirche St. Nikolai.